# Pride and Joy
«Pride and Joy» es la segunda canción en el álbum Texas Flood de Stevie Ray Vaughan. Es una canción de blues siendo esta uno de sus temas más famosos. Partes de los solos son del tema "I'm Cryin ". Stevie escribió esta canción para su esposa en ese momento, Leonora, pero ella pensó que la había escrito para una exnovia de Vaughan, por lo que escribió otra canción para ella ("Lenny").
Esta canción (así como "Rude Mood") parece estar influida por una primera canción de Vaughan, "Live Another Day", del álbum In the Beginning.
La canción ha sido utilizada recientemente en un comercial promocionando el Nissan Altima. "Pride and Joy", también aparece como una canción jugable en el videojuego de música Guitar Hero III: Legends of Rock como una versión, en Guitar Hero: On Tour, como una grabación original, y en la serie Rock Band como una grabación original para descargar (junto con todo el álbum Texas Flood).